# ヨーゼフ・デッサウアー
ヨーゼフ・デッサウアー（Josef Dessauer, 1798年5月28日 - 1876年7月8日）は、オーストリア帝国の作曲家。

## 生涯
ボヘミアの裕福なユダヤ系の家庭に生まれ、同地でピアノをフリードリヒ・ディオニュス・ヴェーバーに、作曲をヤン・ヴァーツラフ・トマーシェクに師事。歌曲作家として活動を始め、多くの声楽曲によって評価を得る。その後オペラの作曲に転ずるも、ごくわずかな作品しか上演されず、さほど成功しなかった。
1821年にウィーンに定住して、ヨーロッパ各地で演奏旅行を行なった。
ショパンは作品26の「2つのポロネーズ」をデッサウアーに献呈し、リストはデッサウアーの3つの歌曲をピアノ用に編曲した（S.485）。

## 作品

### 声楽曲
- "Verschwiegenheit"
- "Das Gebet"
- "Wie Glücklich"
- "Am Strande"
- "Ich Denke Dein"
- "Das Zerbrochene Ringlein"

### 歌劇
- 1836年 - "Lidwinna"
- 1838年 - "Ein Besuch in St. Cyr"
- 1851年 - "Paquita"
- 1860年 - "Dominga"
- 作曲年不詳 - "Oberon" （上演されず）